# 直井明
直井 明（なおい あきら、1931年9月22日 - 2025年2月2日）は、日本の海外ミステリ研究家。エド・マクベイン研究者として知られる。マクベイン本人とも交流があった。

## 経歴
東京で生まれて、東京外国語大学インド語科を卒業する。商社時代には、パキスタンのカラチ、ヒューストン、 ルーマニアのブカレスト、ニューヨークに赴任した。2003年に商社を退職。
エド・マクベインに感銘を受けて、「87分署シリーズ」を研究した『87分署グラフィティ―エド・マクベインの世界』で1989年に日本推理作家協会賞（評論部門）を受賞。晩年のマクベインとも交流があり、マクベインが新作を書く際に「過去の自作についての情報」を直井に尋ねるほどだった。
その他にもマクベインについての研究書や、海外滞在歴の長さをいかしたミステリ研究書がある。
2008年刊行の『本棚のスフィンクス 掟やぶりのミステリ・エッセイ』は、名作と言われているミステリやミステリ映画等を、あらためて詳細に再検証した本で、話題となった。
2025年2月2日、インフルエンザ感染症のため東京都内の病院で死去した。享年93。

## 著書
- 87分署のキャレラ エド・マクベインの世界 六興出版, 1984.11
- 87分署グラフィティ エド・マクベインの世界 六興出版, 1988.12／双葉文庫, 2003
- 87分署シティ・クルーズ エド・マクベインの世界 六興出版, 1990.10
- 87分署インタビュー エド・マクベインに聞く 六興出版, 1992.2
- エド・マクベイン読本 直井明編 早川書房, 2000.11
- 海外ミステリ見聞録 原書房, 2000.2
- 海外ミステリ誤訳の事情 原書房, 2003.6
- 本棚のスフィンクス 掟破りのミステリ・エッセイ 論創社, 2008
- ヴィンテージ作家の軌跡―ミステリ小説グラフィティ 論創社,  2011
- スパイ小説の背景 論創社,  2011